# Pinwale
Pinwale — кодовое название для системы сбора и поиска данных Агентства национальной безопасности (АНБ) для так называемой «цифровой сетевой разведки», включая электронную почту в Интернете. Он доступен для использования аналитикам АНБ.
Существование системы было впервые выявлено аналитиком АНБ, который обучался её использованию в течение 2005 года. Однако, по данным Homeland Security Today, в Pinwale содержатся данные не только электронной почты, в нем также содержатся другие формы данных из Интернета и другие формы цифровой связи. Его программное обеспечение имеет встроенную защиту от сбора данных от любого из членов Five Eyes. В отличие от его преемника XKeyscore, цели для Pinwale должны быть предварительно одобрены Судом по надзору за внешней разведкой США.
Согласно информации, полученной The Guardian от Эдварда Сноудена, Pinwale является частью «многоуровневой системы» для решения задачи АНБ «собирать настолько много интернет-данных, что они смогут храниться только в течение короткого периода времени». Система позволяет аналитикам хранить «интересный» контент в таких базах данных, как Pinwale до пяти лет.
Pinwale состоит по крайней мере из двух известных разделов, называемых «сладкий» и «кислый».
Согласно документам, просочившимся от Сноудена, Пинвейл обычно обрабатывает около 60 Гб данных в день без проблем. Однако Pinwale был перегружен, когда Yahoo начала массовые передачи почтовых ящиков между центрами обработки данных, которые были захвачены программой АНБ MUSCULAR, которая использует частные облака Google и Yahoo. Отслеживание учетных записей электронной почты, взломанных спаммерами, также представляет собой проблему для Pinwale, поскольку они могут привести к экспоненциальному росту базы подозрительных адресов электронной почты с информацией, не имеющей смысла для разведки.